# Джон Голланд (футболіст)
Джон Голланд (англ. John Holland; нар. 5 липня 1953) — мальтійський футболіст, що грав на позиції захисника за клуб «Флоріана» та національну збірну Мальти. Один із найкращих футболістів країни середини 1970-х.

## Клубна кар'єра
У дорослому футболі дебютував 1971 року виступами за команду «Флоріана», кольори якої і захищав протягом усієї своєї кар'єри гравця, що тривала цілих років. Тричі, у 1973, 1975 і 1977 роках, допомогав команді вигравати чемпіонат Мальти. У 1976 і 1978 роках визнавався Футболістом року на Мальті.

## Виступи за збірну
1974 року дебютував в офіційних матчах у складі національної збірної Мальти.
Протягом кар'єри у національній команді, яка тривала 14 років, провів у її формі 61 матч.

## Титули і досягнення
- Чемпіон Мальти (3):

«Флоріана»: 1972-73, 1974-75, 1976-77
- Футболіст року на Мальті (2):

1975-76, 1977-78